# بين غودارد
بين غودارد (بالإنجليزية: Ben Goddard)‏ هو مغن مؤلف وكاتب أغاني بريطاني، ولد في 24 نوفمبر 1989 في ساوثهامبتون في المملكة المتحدة.

## روابط خارجية
- بين غودارد على موقع IMDb (الإنجليزية)